# В год господень
В год господень (итал. Nell'anno del Signore) — итальянский драматический фильм 1969 года режиссера Луиджи Маньи. Это первый фильм из трилогии, в которую вошли также киноленты Луиджи Маньи «Именем Папы-короля» (1977) и «Именем суверенного народа» (1990).

## Сюжет
Фильм основан на реальной истории казни двух карбонариев в папском Риме, в которых отражена тема отношений между народом и римской аристократией с властью понтификата во время бурного объединения государств итальянского полуострова в период Рисорджименто.